# Goswin Karl Uphues
Goswin Karl Uphues (13. březen 1841, Brochterbeck - 10. září 1916, Halle) byl německý filozof, teolog a zastánce teismu. Byl žákem Edmunda Husserla.
Studoval filozofii a teologii na Westfälische Wilhelms-Universität v Münsteru, v roce 1867 se stal římskokatolickým knězem. Do roku 1876 působil jako vychovatel a učitel na soukromých školách. Po odchodu z katolické církve učil v letech 1877–1882 na Alte Kantonsschule Aarau ve švýcarském Aarau. V roce 1881 vstoupil do protestantské církve. Od roku 1882 do roku 1884 byl opět učitelem na soukromé škole v Halle. V roce 1884 se úspěšně habilitoval z filozofie na Martin-Luther-Universität Halle-Wittenberg, na které byl od roku 1890 až do své smrti v roce 1916 mimořádným profesorem..
Poznání chápal jako iluminaci umožněnou účastí lidského vědomí na Božím vědomi. Pravda má nadčasovou platnost: je to intuice poznání spočívající v osvícení a účasti na nadčasovém vědomi. V takovém poznání se pravda bezprostředně vyjevuje a ohlašuje se jako nadčasový svět poznání, který je v zásadě stejný pro všechny a který nalézá své naplnění v Božím vědomi.

## Dílo (výběr)
- Die definition des satzes: nach den Platonischen dialogen Kratylus, Theaetet. Sophistes, 1882.
- Grundlehren der logik. Nach Richard Shute 's Discours on truth, 1883.
- Wahrnehmung und Empfindung. Untersuchungen zur empirischen Psychologie, 1888.
- Über die Erinnerung: Untersuchungen zur empirischen Psychologie, 1889.
- Psychologie des Erkennens vom empirischen Standpunkte, 1893.
- Sokrates und Pestalozzi: zwei Vorträge bei Gelegenheit der Pestalozzifeier, 1896.
- Einführung in die moderně Logik, 1901.
- Zur Krise in der Logik. Eine Auseinandersetzung mit Dr. Melchior Palágyi, 1903.
- Kant und seine Vorgänger. Was wir von Ihnen lernen können, 1906.
- Erkenntniskritische Psychologie; Leitfaden für Vorlesungen, 1909.
- Geschichte der Philosophie als Erkenntniskritik: Leitfaden für Vorlesungen, 1909.
- Die sinnenwelt und ideenwelt, 1914.
- Sprachtheorie und Metaphysik bei Platon, Aristoteles und in der Scholastic, 1972.